# Gilbert Stenger
Gilbert Stenger, né le 16 janvier 1836 à Gannat et mort le 6 juillet 1913 à Argenteuil, est un journaliste, romancier, historien français.

## Biographie
Fils d’un avocat originaire de Montluçon, rédacteur en chef et copropriétaire du Le Journal de l’Aisne (d) , Stenger n’a pu, soufrant de surdité, effectuer normalement ses études. 
Après des débuts infructueux au barreau, il se lance dans le journalisme politique, pendant le deuxième trimestre de l’année 1870, il est rédacteur en chef du Républicain de l’Allier. En 1871, il fonde le Peuple, journal républicain, avant de se détourner de la politique et s’orienter vers les études historiques.
Après la fin du conflit de 1870, il abandonne la littérature pour la littérature, et publie une vingtaine de romans à succès sur divers sujets sociaux. Son premier roman, la Petite Beaujard, décrit ainsi l’existence d’une jeune fille issue d’une famille de forçats. Ses romans, tels que Une femme d’aujourd’hui sur les misères du mariage, le Perpétuel Mensonge, l’Amant légitime sur les difficultés du divorce, Un orphelin et Mademoiselle de Grandvaure sur les conséquences néfastes d’une éducation surannée, ouvrages d’une observation forte et quelquefois rude, très bien reçus du public, certaines éditions atteignant jusqu’à 20 réimpressions.
Se tournant vers l’histoire de la société, il publie, de 1903 à 1908, les 6 volumes de la Société Française pendant le Consulat, « œuvre magistrale » riche de documents et d'aperçus, jugée « infiniment utile pour l’historien, pour le psychologue, pour le moraliste », selon Émile Faguet.  Il a ensuite consacré plusieurs ouvrages aux Grandes Dames du XIXe siècle, au Retour des Bourbons et au Retour de l’Empereur. Le succès mitigé qu’a rencontré Stenger s’explique en partie par son indépendance d’esprit, qui l’a toujours tenu à l’écart de toute coterie.
Il était membre de la Société des gens de lettres. Il repose au cimetière d’Argenteuil.

## Œuvres
- Maitre Duchesnois : roman parisien, Paris, Calmann Lévy, 1886, 396 p., in-18 (OCLC 1027777143, lire en ligne sur Gallica).
- Une fille de Paris, Paris, Édouard Dentu, 1886, 339 p., in-18 (lire en ligne sur Gallica).
- Les Misères du divorce : L’amant légitime, Paris, P. Ollendorff, 1888, vi-283 p., in-18 (OCLC 459055197).
- Les Misères du divorce : Un orphelin, Paris, Sauvaitre, 1890, 267 p., in-18 (OCLC 459055203).
- Mademoiselle de Grandvaure : mœurs parisiennes, Paris, Édouard Dentu, 1890, 281 p. (OCLC 82044507).
- Le Malheur des autres : roman parisien, Paris, G. Havard fils, 1898, 272 p., in-18 (OCLC 459055193, lire en ligne).
- Le Perpétuel Mensonge : roman d’histoire contemporaine, Paris, Fayard, 1900, 299 p., in-18 (OCLC 459055221, lire en ligne sur Gallica).
- Le Sacrifice, Paris, Chamuel, 1900, 268 p. (OCLC 79902506).
- Le Retour des Bourbons : d’Hartwell à Gand, le règne des émigrés, 1814-1815, Paris, Plon-Nourrit, 1908, iii-447 p., in-8º (lire en ligne sur Gallica).
- Le Retour de l’Empereur : du Capitole à la Roche Tarpéienne, l’immolation, 1815, Paris, Plon-Nourrit, 1910, (iii-458 p., in-8º (lire en ligne sur Gallica).
- Le Malheur des autres : roman parisien, Paris, Georges Havard, 1898, (iii-269, in-18 (OCLC 459055193, lire en ligne sur Gallica).
- La Société française pendant le Consulat, Paris, Perrin, 1903-1908 (OCLC 6629015, lire en ligne sur Gallica), 1. La Renaissance de la France sur Gallica, 2. Aristocrates et républicains. Les émigrés et les complots. Les hommes du Consulat sur Gallica, 3. Bonaparte, sa famille, le monde et les salons sur Gallica, 4. Les Écrivains et les comédiens sur Gallica, 5. Les Beaux-arts, la gastronomie sur Gallica, 6. L’Armée, le clergé, la magistrature, l’instruction publique sur Gallica.
- Grandes Dames du XIXe siècle : chronique du temps de la Restauration  (Ouvrage orné de neuf portraits), Paris, Perrin, 1911, ix-462 p., in-16 (OCLC 1908518, lire en ligne).
- L’Imperturbable Silence : récit d’un infirme, Paris, Perrin, 1912, 311 p., in-16 (OCLC 187483365, lire en ligne).
- Le Salon de Mademoiselle Louise Contat sous le Consulat, s.l., s.n., s.d., 195-208 p., in-16 (OCLC 859424506).